# Drugo lice
Drugo lice (El rostro de Analia) je američka telenovela produkcijske kuće Telemundo na španjolskom jeziku. Glavne uloge igrali su Elizabeth Gutiérrez, Martin Karpan, Maritza Rodríguez i Gabriel Porras, s posebnom pojavom Gaby Espino. Serija je zasnovana na priči Humberta Kika Olivierija koja prati sudbinu Mariane Adrade de Montiel, uspješne poslovne žene i nasljednice aviokompanije koja se zaljubljuje u Daniela Montiela.  Iako je novela smještena u Los Angeles, Telemundo je snimao seriju u Miamiju, FL. Kroz montažu je prikazan kao Los Angeles. Serija se premijerno počela prikazivati 20. listopada 2008. u SAD-u. u terminu od 21:00 (20:00 po središnjem vremenu).  

## Radnja
Mafijaš Ricky Montana je ubio Jonnya, dečka lijepe Ane Lucije 'Analije' Moncade. Ona odluči osvetiti pokojnog dečka tako da uhvati Montanu. Postaje tajna agentica i Montana se zaljubljuje u nju. No on se, oprezan, dosjeti kako će testirati njenu odanost: Analia treba ubiti Marianu Adrade de Montiel, lijepu poslovnu ženu koja je ukradena pri rođenju. Kad Mariana dozna da je njen suprug, Daniel Montiel, dulje vrijeme vara s njenom sestričnom, Sarom Adrade, odaje se alkoholu. Kada izvrijeđa Daniela i Saru, odlazi automobilom koji zaustavlja Analia. Analia je pokuša nagovoriti da pobjegnu jer ih prate mafijaši. Ali, pijana Marijana namjerno izazove nesreću, tako da s autom skrene s ceste i padne u liticu, pritom "ubije" sebe i Analiu. Nesreću ugledaju dr. Armando Rivera i njegov pomoćnik Roberto. Uspiju izvući Marianu, ali nema Analije. Odvedu je u svoj tajni laboratorij gdje joj operiraju lice prema slici koju su našli u automobilu (na slici je bilo Analijino lice). Mariana se budi iz kome, ali izgubi pamćenje. Prvi put izlazi nakon četiri godine na plažu, gdje spasi svoju kćer Adrianu od utapanja. Ponovno upoznaje svog muža Daniela. Preuzme Analijin život na neko vrijeme.
Dok (prava) Analija bježi od dr. Armanda, Mariani se vraća pamćenje i ona se onesvijesti kad se pogleda u zrcalo. Mariana i Analija se susreću i sprijatelje. Analija se vraća svom zadatku hvatanja Montane i uspijeva ga uhvatiti. Mariana priznaje Olgi da joj je kći i ona joj povjeruje. Daniel, Sara i Yoya su u bolnici. Yoya umire. Svi misle da je Sara mrtva. Sara saznaje da je Mariana živa i kuje plan kako da je ubije. Planira kupiti dionice tvrtke Anđeli, čija je prava vlasnica Mariana. Carmen (Sarina teta) je u ludnici i misli da će se spasiti s pomoću Adriane. Sara natjera doktora Riveru da je operira i vrati joj lice koje je unakaženo u požaru. Nakon toga se vrati na posao u tvrtku, ali joj sunce uništi kožu pa zatim odluči natjerati doktora da ju opet operira. Otima Marijanu i Daniela, ali ih policija zaustavi. Oni izađu iz auta, ali Sara nastavi voziti auto, zaleti se u provaliju i pogine. Carmen opet završi ludnici. Dok pokušava pobjeći ubijaju je pacijenti u bolnici. Ricky Montana pobjegne iz zatvora ali Analia puca na njega. On ostaje živ, ali kao invalid i bez jednog oka dok Analia umire. Doktor ju oživljava. Agustina (Analijina majka) i Aguirre (Analijin otac), Olga (Marianina majka) i kapetan Lares (Analijin šef), Isabel (Adrinina kuma i Marianina najbolja prijateljica) i Mauricio (Danielov brat) se vjenčaju. Mariana i Daniel su opet skupa. Analija operira lice tako da izgleda kao bivše Marianino, a Mariani ostaje Analijino lice.

## Uloge
| Glumci                  | Uloga                                                     | Opis |
| ----------------------- | --------------------------------------------------------- | --- |
| Elizabeth Gutiérrez     | Ana Rivera (Mariana Montiel) / Ana Lucía "Analía" Moncada | - Glavna junakinja. Danielova supruga, Adrianina majka; ima nesreću s Analíjom, spasio ju je Armando i vjeruje se da je Analía, pa Armando rekonstruira njeno lice prema fotografiji Analíe; Njezino se sjećanje briše i prisiljena je živjeti u sjenama Analíina života - Tajna agentica "Agencije za borbu protiv narkotika"; ima nesreću s Marianom, preživi i spasi je Armando koji će je zadržati i na njoj eksperimentirati; uspijeva pobjeći i ponovno preuzima misiju zauzimanja Montane; završava s Marijaninim originalnim licem; pojavljuje se u noveli nakon 100 epizoda (prvi put viđen u 1. epizodi i vjeruje se da je mrtva u ostalim epizodima) - komplementarne uloge: Analinin klon koji je Marlene koristila za spas Mariane; raspada se |
| Martin Karpan           | Daniel Montiel                                            | Glavni junak. Marijanin suprug, Adrianin otac, zaljubljen u Marijanu i Analíju, Sarinu bivšu ljubavnicu |
| Maritza Rodríguez       | Sarah Andrade †                                           | Glavni negativac. Marianain rođak, Rickyjev suučesnik, Danielova bivša ljubavnica, mrzi Marianu i Analíju; umire padom preko litice u automobilu |
| Gabriel Porras          | Ricardo Rivera "Ricky Montana"                            | Glavni negativac. Trgovac drogom, Armandov pastorak, opsjednut Analíjom; završava u zatvoru paraliziranim |
| Karla Monroig           | Isabel Martínez                                           | Marinanina najbolja prijateljica, odvjetnica obitelji Andradeo. |
| Zully Montero           | Carmen Rodríguez de Andrade "La Griega" †                 | Sarina teta, Marianina maćeha, bivša prostitutka i serijski ubojica, luda, zločinka, ubili su je pacijenti u psihijatrijskoj bolnici |
| Elluz Peraza            | Olga Palacios                                             | Miguelova i Marianaina majka |
| Flavio Caballero        | Capitan Nelson Lares                                      | Detektiv, zaljubljen u Olgu |
| Flor Núñez              | Agustina Moncada                                          | Analíjina i Camilina majka |
| Daniel Lugo             | Dr. Armando Rivera                                        | Znanstvenik koji slučajno stavi Analíino lice na Marianu (dva puta im je spasio život), Rickyjev očuh, bio je zaljubljen u Analíu i Marianu |
| Manolo Coego            | Celestino "El Gordo" Morales Camacho                      | Negativac. Rickyev odvjetnik; završava u zatvoru |
| Germán Barrios          | Ernesto Andrade                                           | Otac Mariane i Miguela, Sarin ujak, Carmenin suprug, zaljubljen u Olgu |
| Jorge Consejo           | Roberto Picano                                            | Asistent dr. Armanda, zaljubljen u Chanicuu |
| Andrés García Jr.       | Padre Benito Santoya                                      | Svečenik, majka mu je ubila Carmen |
| José Guillermo Cortines | Mauricio Montiel                                          | Danielov brat bio je zaljubljen u Marianu, a zatim u Isabel |
| Pedro Moreno            | Cristóbal Colon                                           | Poručnik koji radi s Analíjom, zaljubljen u Camilu |
| Evelin Santos           | Marlene                                                   | Lezbijka, radila u Rickijevom klubu, bila je zaljubljena u Camilu |
| Chela Arias             | Yoya †                                                    | Adrianina dadilja; ubila Carmen |
| Alvaro Ruiz             | Nieves                                                    | vozač obitelji Adrade |
| Gustavo Franco          | René Solaz                                                | Sarin ujak i pomagač, zločinac, završio u zatvoru |
| Víctor Corona           | Alfonso Romero "Chino"                                    | Montanin najvjerniji čovjek, izdao ga, završi u zatvoru i popravio se |
| Ana Gabriela Barboza    | Vicky                                                     | zaposlenica u tvrtki Anđeli, zaljubljena u Miguela |
| Alejandro Chabán        | Miguel Palacios                                           | Marianin brat, zaljubljen u Vicky |
| Ximena Duque            | Camila Moncada                                            | Augustina's daughter, Analía's sister, Miguel's ex-wife, in love with Cristóbal, Cristóbal's wife |
| Jacqueline Márquez      | Chanicua Duarte                                           | Analijina prijateljica, zaljubljena u Roberta |
| Angie Russian           | Jasmine                                                   | najbolja Camilina prijateljica, zaljubljena u Cristobala |
| Daniela Nieves          | Adriana Montiel                                           | Marianina i Danielova kći |
| Gaby Espino             | Mariana Andrade de Montiel / Ana Lucía "Analía" Moncada   | Manja uloga; pojavljuje se kao Mariana s originalnim licem u prvoj epizodi i kao Analía s završnim licem u posljednjoj epizodi |

## Vanjske poveznice
- Službene web stranice  Arhivirana inačica izvorne stranice od 6. prosinca 2012. (Wayback Machine) (šp.)
- Telemundo službena objava za novinstvo[neaktivna poveznica] eng. {{{1}}}